# Rive prosecco
De aanduiding Rive is een bijzondere kwaliteitsaanduiding voor de Italiaanse mousserende wijn prosecco, naast de aanduidingen prosecco DOCG en prosecco DOC.

## Rive: een stapje hoger dan DOCG alleen
In de regio Conegliano-Valdobbiadene zijn er door het consortium van prosecco DOCG 43 stukken land aangewezen die optimaal zijn voor het verbouwen van Glera, de officiële naam van de 'prosecco-druif'. Deze stukken land worden 'Rives' genoemd, elk met een eigen naam, vernoemd naar de regio. Bijvoorbeeld: 'Rive di Combai' is een wijnheuvel die tegen het dorpje Combai ligt. Een Rive is vaak een extreem steile heuvel, met uitstekende zonligging en grote temperatuurverschillen tussen dag en nacht.

## Rive prosecco
Een prosecco mag de naam Rive dragen als:
- De druiven uitsluitend op land zijn verbouwd dat is aangemerkt als Rive.
- De wijn een spumante is. Spumante prosecco heeft een druk van meer dan drie bar. Frizzante, ook wel half-mousserend genoemd, is niet toegestaan.
- De opbrengst per hectare nog lager ligt dan de reguliere DOCG-regelgeving.

Deze regels zorgen ervoor dat een prosecco die aangemerkt is als Rive, aan de consument een garantie geeft van een kwaliteitswijn.